# Lüdenhausen

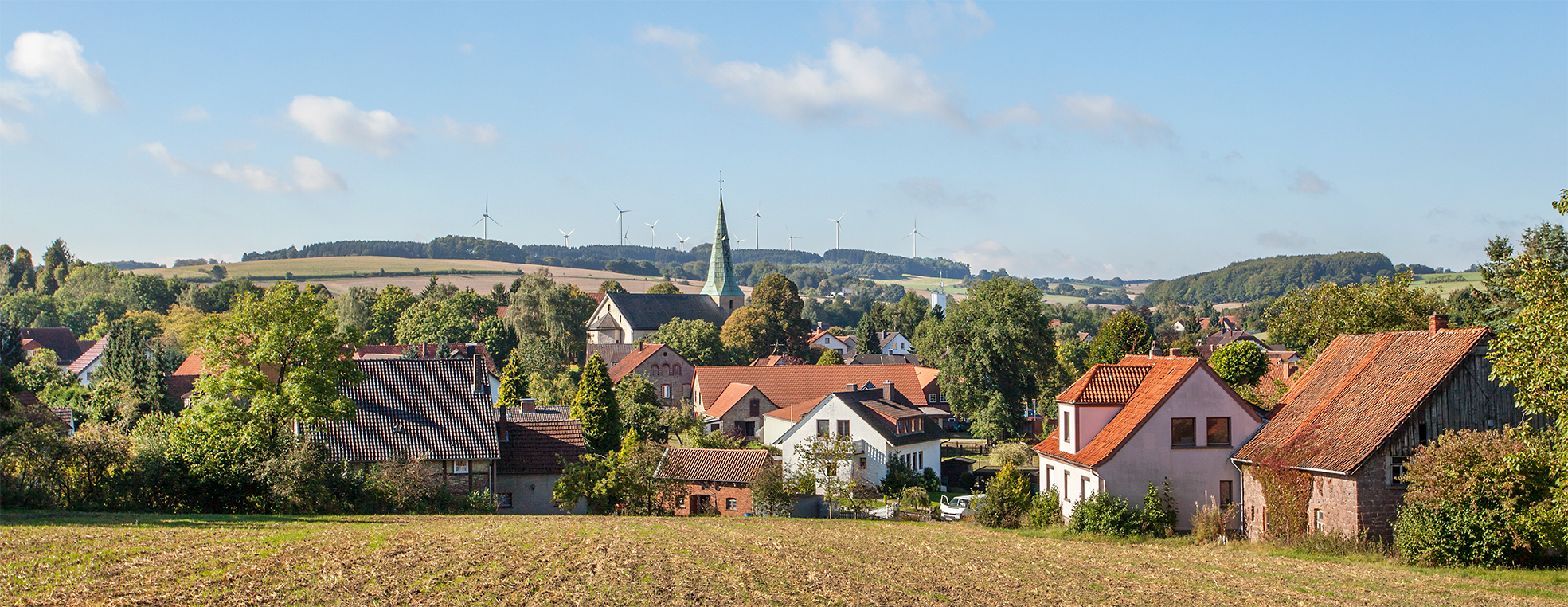
Lüdenhausen, Ansicht von Nordwesten

Lüdenhausen ist ein Ortsteil der Gemeinde Kalletal im Kreis Lippe.

## Lage
Die Ortschaft Lüdenhausen befindet sich im Nordosten von Nordrhein-Westfalen im Weserbergland. Das Dorf liegt etwa 10 Kilometer nördlich von Lemgo, und etwa 40 Kilometer südwestlich ist Bielefeld die nächstgelegene Großstadt.
Durch den Ort fließt die Osterkalle, welche zusammen mit der Westerkalle bei Kalldorf in die Weser mündet.

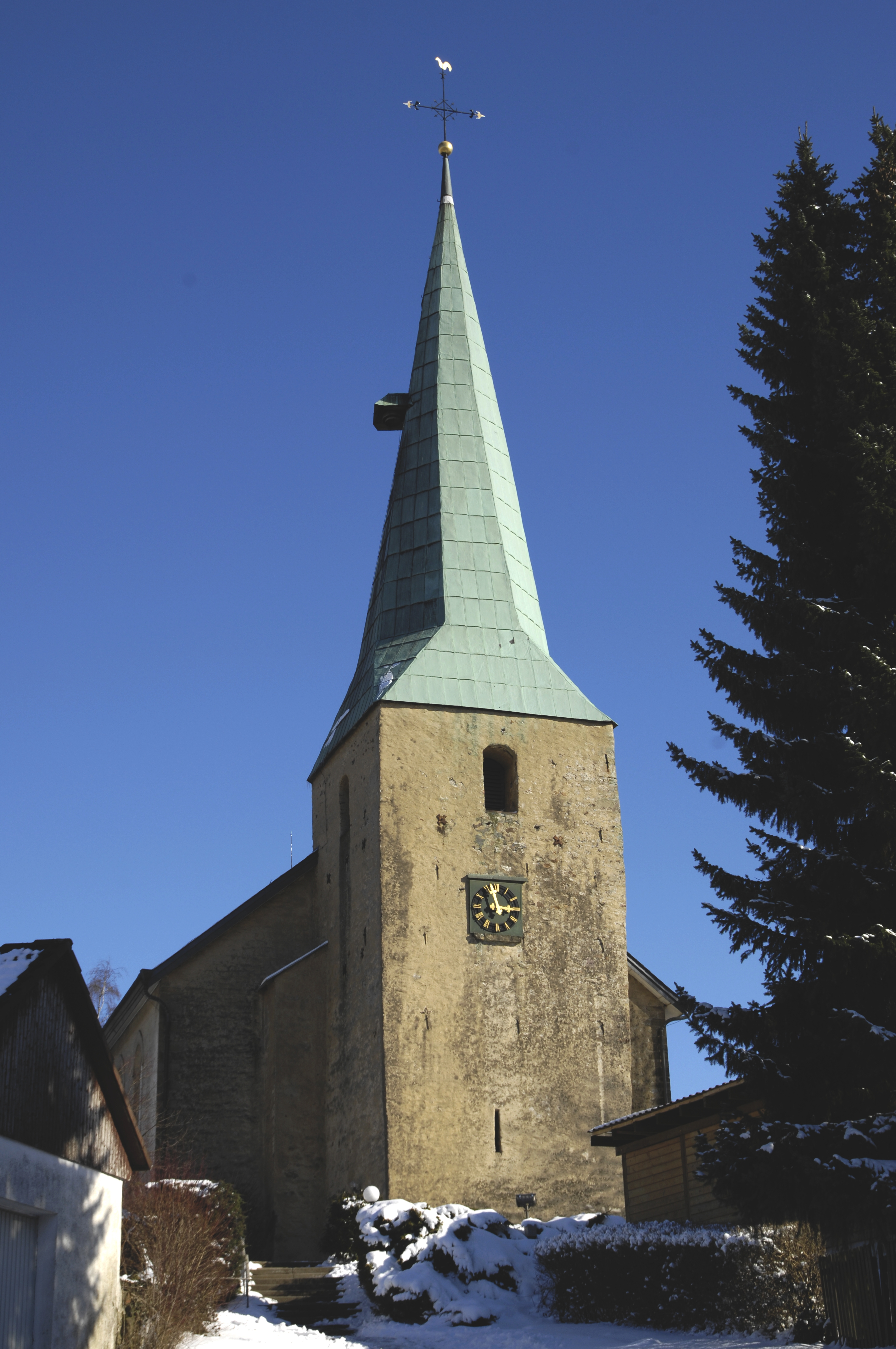
Prägt den Ortskern mit: Kirche in Lüdenhausen

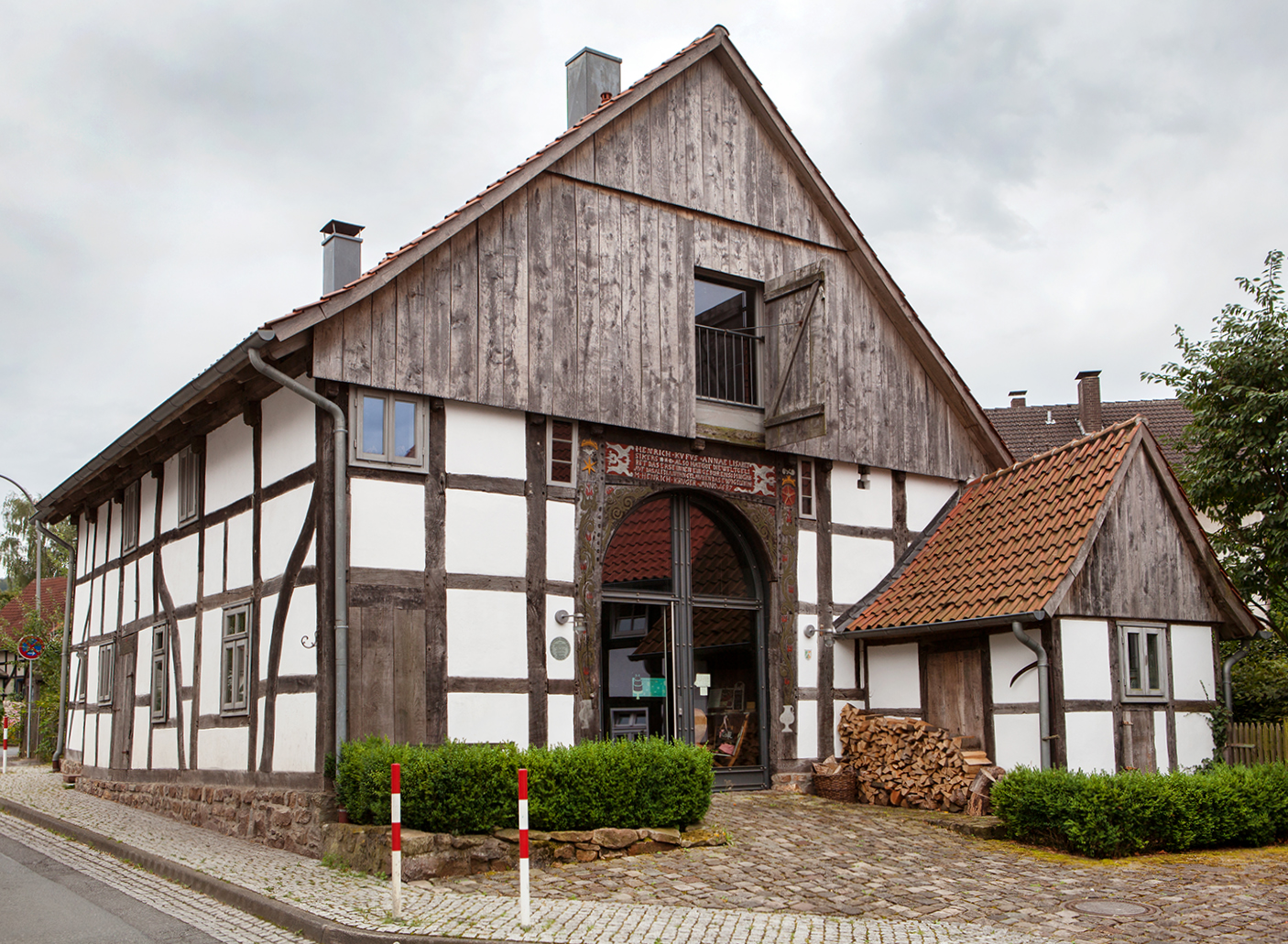
Kötterhaus mit Mikwe

## Geschichte
Lüdenhausen wurde erstmals 1306 als Ludenhosen erwähnt.
Auf einem Findling in der Dorfmitte, der anlässlich der 650-Jahr-Feier 1989 aufgestellt wurde, ist eingetragen, dass am 20. September 1339 die erste urkundliche Eintragung der Gemarkung Lüdenhausen erfolgt ist. Allerdings ist der Kirchturm älter, wahrscheinlich bereits aus dem 12. Jahrhundert.
Bis Ende 1968 war Lüdenhausen eine eigenständige Gemeinde. Seit dem 1. Januar 1969 gehört sie zusammen mit den umliegenden Dörfern zur neu gegründeten Gemeinde Kalletal.

### Einwohnerentwicklung
| Jahr      | 1860 | 1939 | 1962 |
| Einwohner | 711  | 660  | 750  |
| --------- | ---- | ---- | ---- |

## Wirtschaft und Infrastruktur
In Lüdenhausen gibt es noch eine Vielzahl von Betrieben und Geschäften.

### Verkehr
- Im Dorf Lüdenhausen ist der Schnittpunkt von 5 Kreis- und Landstraßen.
- Von der Autobahn A 2 (Abfahrt Vlotho-West oder Bad Eilsen) ist Lüdenhausen innerhalb von 20 Minuten erreichbar.
- Zu dem Hauptort Hohenhausen der Gemeinde Kalletal sowie nach Lemgo bestehen Busverbindungen.
- Die nächsten Bahnstationen befinden sich in Bielefeld, Herford, Lemgo und Rinteln.
- In der etwa 70 Kilometer entfernten niedersächsischen Landeshauptstadt Hannover befindet sich der nächste überregionale Flughafen.

## Sehenswürdigkeiten
Die ursprünglich im 12. Jahrhundert erbaute Evangelisch-reformierte Kirche Lüdenhausen wurde in den folgenden Jahrhunderten mehrfach umgebaut und restauriert.
Weiter gibt es am Ortsausgang nach Bösingfeld einen Waldlehrpfad mit Schutzhütte, in dem die heimischen Gehölze erklärt werden. Vom „Hexenberg“ aus, können Besucher eine wunderschöne Aussicht auf Asendorf und Herbrechtsdorf werfen. Außerdem locken die vielen Wanderwege, die auch zum Reiten geeignet sind, immer wieder viele Sportbegeisterte.
An die ehemalige jüdische Gemeinde des Ortes erinnert das Kötterhaus mit Mikwe und der Jüdische Friedhof.

## Regelmäßige Veranstaltungen
- Weihnachtsmarkt: Einmal im Jahr (Ende November) kommen Alle zusammen, um gemeinsam die Weihnachtszeit einkehren zu lassen. Neben einem zentralen Fahrgeschäft für Kinder werden in vielen Buden diverse Artikel und Speisen angeboten. Jeder der zahlreichen Vereine trägt seinen Teil bei.
- Schützenfest: Alle 2 Jahre (gerade Jahreszahlen) ist in Lüdenhausen Schützenfest. Der prächtige Festumzug mit Kutschen, Kapellen und Co. stellt einen Höhepunkt dar.

## Dorfwettbewerb „Unser Dorf hat Zukunft“
Mehrfach hat sich das Dorf mit großem Erfolg an dem Wettbewerb Unser Dorf hat Zukunft (früher: Unser Dorf soll schöner werden) beteiligt.
Erfolge:
- Kreiswettbewerb 1993: 8. Platz
- Kreiswettbewerb 1995: 8. Platz
- Kreiswettbewerb 1997: 9. Platz
- Kreiswettbewerb 1999: 3. Platz – Bronze
- Landeswettbewerb 2000: Bronze
- Kreiswettbewerb 2002: 1. Platz – Gold
- Landeswettbewerb 2003: Bronze
- Kreiswettbewerb 2005: Sonderpreis, aber keine Wertung wegen Sieg 2002
- Landeswettbewerb 2006: Bronze
- Kreiswettbewerb 2008: 87 Punkte
- Kreiswettbewerb 2011: 2. Platz im Sonderwettbewerb
- Kreiswettbewerb 2014: 3. Platz
- Kreiswettbewerb 2017: 2. Platz
- Landeswettbewerb 2018: Bronze und Sonderpreis der NRW-Stiftung für Natur- und Umweltschutz
- Kreiswettbewerb 2022: 10. Platz und 2 Sonderpreise: a: Unternehmensgründungen und -ausbau im Dorf – Gewinner: Nahversorger Kriebel (Nachfolger Krooß), b: Prämie für den Neustart nach Corona

## Vereinsleben
Alle Vereine in Lüdenhausen haben sich zu einer Vereinsgemeinschaft (VGL) zusammengeschlossen. Am 26. Mai 2001 ist die Vereinsgemeinschaft Lüdenhausen e. V. gegründet worden.
Der Vereinsgemeinschaft Lüdenhausen gehören die Gründungsmitglieder Arbeiterwohlfahrt, Freiwillige Feuerwehr, Heimatverein, Männergesangsverein, Reichsbund (jetzt: Sozialverband), Schützenverein und der Sportverein an. Die Kirchengemeinde hat auf eigenen Wunsch nur einen Gaststatus. Später kam der SPD-Ortsverein und danach der Fanfarenzug Kalletal dazu. 2016 trat die „Helfende Hand e. V.“ (Altenheim Die Rose) und „Soziale Altendienste Lippe e. V.“ (Altenheim Eichenhof) der VGL bei, wobei letztere 2024 wieder ausgeschieden ist.

## Sport
Der TuS Lüdenhausen von 1913 e. V. ist der örtliche Sportverein mit Abteilungen für Fußball, Jazztanz und Turnen.

## Persönlichkeiten
- Konrad Hojer, Ordensgeistlicher und Kirchenlieddichter, geboren im 16. Jahrhundert in Lüdenhausen; gestorben vermutlich im März 1626
- Charlotte Diede, Brieffreundin von Wilhelm von Humboldt, geboren am 12. Mai 1769 in Lüdenhausen; gestorben am 16. Juli 1846 in Kassel
- Ernst Meier-Niedermein, Maler, verbrachte einen Teil seiner Kindheit in Lüdenhausen, geboren am 27. September 1869 in Niedermeien; gestorben am 21. Februar 1952 in Almena[5]

## Daten
- Einwohnerzahl: 932 (Stand März 2022)[1]